# Гунавардена, Динеш
Динеш Чандра Рупасингхе Гунавардена (синг. දිනේෂ් චන්ද්‍ර රූපසිංහ ගුණවර්ධන; род. 2 марта 1949, Коломбо) — шри-ланкийский политик, премьер-министр Шри-Ланки с 22 июля 2022 по 23 сентября 2024 года. Он также занимал должности министра государственного управления, внутренних дел, провинциальных советов и местного самоуправления. Гунавардена был лидером левой партии Махаджана Эксат Перамуна (Народный единый фронт, MEP) с 1983 года и занимал посты в кабинете министров при нескольких предыдущих правительствах, включая лидера палаты представителей, с 2020 по 2022 год.
Выходец из политической династии, сын Филиппа Гунавардена и Кусумасири Гунавардена и племянник Вивьен Гунавардене, он получил образование в Королевском колледже Коломбо, а затем в Университете Орегона, где он выступал за пацифизм во время войны во Вьетнаме. Придя в политику в 1983 году в качестве члена парламента от Махарагамы, а затем от Коломбо, его первой ролью в правительстве была должность министра транспорта при Ратнасири Викреманаяке.
В 2022 году Гунавардена был назначен премьер-министром после того, как бывший президент Готабая Раджапакса подал в отставку на фоне продолжающегося экономического кризиса, а его преемником был избран Ранил Викрамасингхе.

## Ранняя жизнь и семья
Родился в политической семье Гунавардена 2 марта 1949 года. Его отец, Филип Гунавардена, был известен как «отец шри-ланкийского социализма», основатель Ланка Сама Самаджа Парти и ключевая фигура борьбы за независимость, а его мать, Кусумасири Гунавардена, была членом парламента. Его тетю, Вивьен Гуневардену, часто считали «самой выдающейся женской фигурой среди шри-ланкийских левых».
Получив образование в Королевской начальной школе Коломбо и Королевском колледже Коломбо, он продолжил обучение в Нидерландской школе бизнеса. Он также окончил Орегонский университет со степенью бакалавра и, находясь в Соединённых Штатах, стал заниматься студенческой активностью, принимая участие в протестах против войны во Вьетнаме.
Гунавардена позже женился на Рамани Ватсале Котелавеле. У них был один сын, Ядамини, и одна дочь, Санкапали. Рамани умерла от недиагностированного гепатита в середине 1980-х годов.

## Политическая карьера

### 1972—2000
После окончания Орегонского университета Гунавардена работал в Нью-Йорке, но вернулся на Шри-Ланку в 1972 году после смерти своего отца. В августе 1973 года он был назначен членом центрального комитета партии Махаджана Эксатх Перамуна (Народный единый фронт, MEP), а в 1974 году стал генеральным секретарём MEP.
Гунавардена был кандидатом MEP от Ависсавеллы на парламентских выборах 1977 года, но не смог быть избран до тех пор, пока не баллотировался в качестве кандидата MEP от избирательного округа Махарагама на дополнительных выборах 1983 года, победив и войдя в парламент. Во время парламентских выборов 1989 года Гунавардена успешно выдвигался в качестве одного из кандидатов от MEP по многомандатному избирательному округу Коломбо. Он снова был одним из кандидатов MEP от округа Коломбо на парламентских выборах 1994 года, но партии не удалось получить ни одного места в парламенте.

### 2000—2010
27 августа 2000 года партия MEP присоединилась к Народному альянсу. Гунавардена участвовал в парламентских выборах 2000 года в качестве одного из кандидатов от ПА в округе Коломбо. Он был избран и вновь прошёл в парламент.
После выборов 2000 года он был назначен министром транспорта, а в сентябре 2001 года получил дополнительный портфель министра окружающей среды. Он был переизбран на парламентских выборах 2001 года.
20 января 2004 года Партия свободы Шри-Ланки и Джанатха Вимукти Перамуна сформировали Объединённый альянс народной свободы, к которому MEP присоединился 2 февраля 2004 года. Гунавардена участвовал в парламентских выборах 2004 года в качестве одного из кандидатов UPFA в округе Коломбо. Он был избран и вновь вошёл в парламент. После выборов был назначен министром городского развития и водоснабжения и заместителем министра образования. В январе 2007 года его портфель в кабинете министров был изменён на министра городского развития и развития священных территорий, но он потерял свой пост заместителя министра. Он был назначен главным правительственным чиновником в июне 2008 года.

### 2010 — настоящее время
Гунавардена был переизбран на парламентских выборах 2010 года, после которых он был назначен министром водоснабжения. Он потерял свой пост в кабинете министров после президентских выборов 2015 года, хотя и был переизбран. В марте 2017 года он был отстранён от участия в заседаниях парламента на одну неделю из-за неоднократных срывов заседаний.
22 июля 2022 года Гунавардена был назначен премьер-министром после того, как бывший президент Готабая Раджапакса подал в отставку на фоне продолжающегося экономического и политического кризиса, а Ранил Викрамасингхе был избран парламентом его преемником. Гунавардена и Викремесингхе были одноклассниками в школьные годы.
23 сентября 2024 года, после поражения Викрамасингхе на президентских выборах и инаугурации его преемника Ануры Кумары Диссанаяке, Гунавардена ушёл в отставку с поста премьер-министра.